# Аканаме
Аканаме  (垢嘗, буквално се превежда като „близач тиня“) e йокай (същество) от японския фолклор, което прилича на жаба с човешки образ, рошава коса и краката му имат само един пръст. Може да бъде открито в обществени бани, къпали или тоалетни. Там се вмъква през нощта, когато няма никой и облизва цялата тоалетна докато тя заблести от чистота. Въпреки плашещия си вид тези същества не са опасни.